# Dead Man Walking
Dead Man Walking (Pena de muerte, en España y en México, Mientras estés conmigo, en Argentina y Hombre Muerto Caminando en Chile) es una película estadounidense de 1995 protagonizada por Susan Sarandon y Sean Penn, y dirigida por Tim Robbins.
Está basada en un hecho real. La Hermana Helen Prejean fue la consejera espiritual de Mathew Poncelet, un homicida condenado a muerte en el estado de Luisiana en 1982 por asesinar a dos adolescentes. De esta relación con Sonnier surgió su libro ("Dead Man Walking"), un testimonio espiritual y profundamente conmovedor sobre el sistema judicial criminal estadounidense. Su trabajo en este tema comenzó en Nueva Orleans en 1981, cuando aceptó formar parte de un proyecto de apoyo a condenados a muerte. Su primer trabajo fue mantener correspondencia con Sonnier. “Yo no sabía nada sobre este hombre, excepto una cosa: Si había sido condenado a muerte, seguramente era pobre, y como yo estaba en ese lugar para servir a los pobres, acepté. Y comencé a escribirle a esta persona, y él me contestó, y finalmente Sonnier fue la primera persona a quién vi ser ejecutada” son palabras de la hermana Helen Prejean tiempo después de la ejecución del condenado.
En su libro y en la película, la hermana Helen Prejean no plantea ningún tipo de visión romántica de los criminales, aunque en la película se da la sensación equivocada. Ella busca exponer con angustioso estupor el dolor y el sufrimiento de todos los que tienen algo que ver con la pena capital: los criminales, los familiares de las víctimas, los guardias carcelarios y ejecutores, la sociedad entera. Para ella, la pena capital es una injusticia por partida doble.

## Argumento

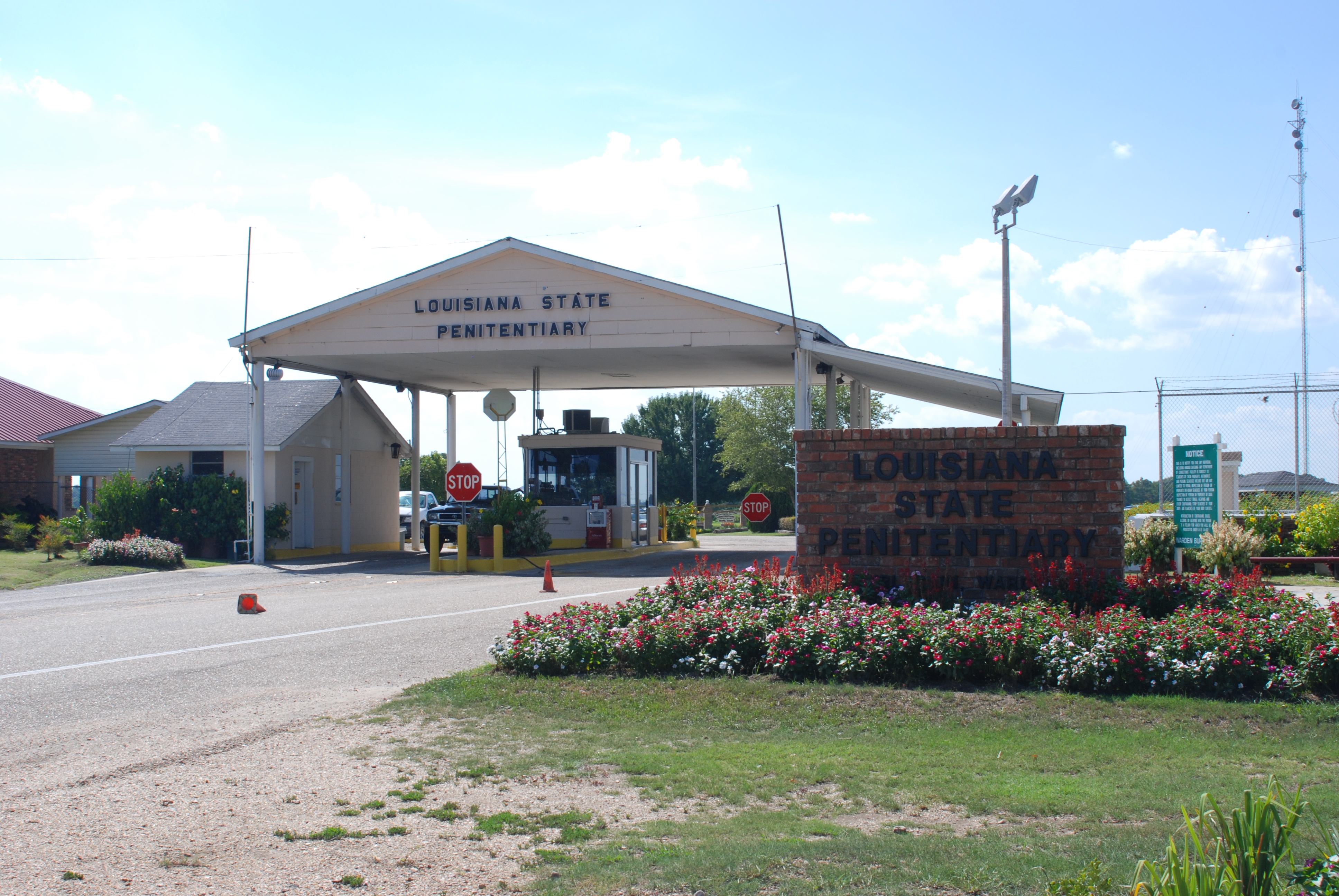
Louisiana State Penitentiary lugar de rodaje de la película

Mattew Poncelet es un condenado a muerte en Luisiana por el asesinato de dos adolescentes, aunque él afirma no haberlo cometido, dice que lo había hecho su compañero aquella noche. Con la esperanza de conseguir ayuda se empieza a escribir con la hermana Helen Prejean, quien faltando poco más de una semana para la ejecución, intentará que este consiga la absolución, con la ayuda de un abogado amigo suyo, y la paz espiritual, convirtiéndose ella en su guía.
Sin embargo, en esta nueva ocupación, la hermana Helen sentirá una profunda inquietud no solo por la espantosa agonía que supone la cuenta atrás, sino también por las familias de las víctimas. Pero aun así y con todas sus dudas, presta toda la ayuda que está en sus manos al condenado, como también ofrece ayuda a las familias de las víctimas, aunque éstas, dolidas con ella por intentar salvar al asesino de sus familiares, la rechazan.
La última semana, es una lucha constante por salvar la vida de Mattew, apelando a los derechos humanos e intentado hacer ver que el reo es una persona, y que el asesinato está mal, lo cometa quién lo cometa, pero que por eso no se debe pagar con la vida de uno mismo.
Tras esta larga lucha no consiguen que Mattew sea absuelto, y faltando unas horas para su ejecución, este le confiesa a la hermana Prejean que él sí ha cometido los crímenes, pero que se arrepiente de ello, y quiere llegar a la muerte en paz consigo mismo.
Helen Prejean lo acompaña hasta el último momento en virtud de ser su consejera espiritual y finalmente llega la ejecución del reo con la inyección letal, en presencia del abogado, de las familias de los jóvenes asesinados y de la hermana Prejean, su consejera espiritual; La máquina está en marcha, un montón de policías atan al reo a una camilla que tiene los brazos extendidos. La imagen que se ve en ese momento recuerda a la crucifixión. Dos policías aprietan al unísono dos botones, la máquina empieza a funcionar y las luces amarillas se encienden, los émbolos de las jeringuillas se mueven, un líquido entra en los brazos del condenado. Cuando se ilumina el rojo de que el veneno empieza a circular por su cuerpo, cuando llega a la boca sale el botón de "Finish" la luz es verde, todo ha terminado.

## Reparto
- Susan Sarandon como Helen Prejean.
- Sean Penn como Matthew Poncelet.
- Margo Martindale como la Hna. Colleen.
- Jack Black como Craig Poncelet.
- Robert Prosky como Hilton Barber.
- Peter Sarsgaard como Walter Delacroix.
- Roberta Maxwell como Lucille Poncelet.
- Celia Weston como Mary Beth Percy.
- Lois Smith como la madre de Helen.
- R. Lee Ermey como Clyde Percy.

## Análisis de la película
En la película, se muestran dos tendencias claras sobre el tema: por un lado, las personas que están a favor de que se cumpla la condena, es decir, de que se ejecute a Mathew Poncelet; por el otro, las personas que piensan que no se debe hacer eso.
1. A favor de la pena de muerte. En el desarrollo de la película se ven claramente personajes que quieren la ejecución del condenado, ejemplo de ellos serían los padres de las víctimas, gran parte de la sociedad que se manifiesta en las puertas de la cárcel para pedir su ejecución, los propios funcionarios de la prisión que piensan que es correcto ejecutar a esas personas, etc.

Todos los grupos de personas antes citados tienen razones por las que quieren que se cumpla la condena: los padres de las víctimas,; piensan que quienes han hecho eso son unos monstruos, que se merecen el peor castigo, y por esa misma razón, piden y aceptan la pena de muerte. Otro de los grupos que aceptaban la muerte de Mathew Poncelet, es una gran parte de la sociedad; la película se desarrolló en EE. UU., concretamente en la penitenciaria de Luisiana, donde un 70% de la población admite y está de acuerdo con la pena capital, por lo que están a favor de la ejecución. En la película, las personas que llevan a cabo la ejecución lo ven como su trabajo, como lo que deben hacer. Por las acciones que el reo cometió, lo ven como un bien hacia la sociedad.
Se puede citar a la hermana Helen Prejean, que no está de acuerdo con la ejecución de Mathew Poncelet, ya que su vida cristiana y su concepción de humanismo no le permite admitir semejante acto. En la lucha contra esa condena, se ve acompañada por otra hermana de su congregación, que le ayuda en muchos de los preparativos en el caso de que se ejecute (como así sucede) al condenado. Las personas que también ayudan a la hermana Prejean en su lucha contra la condena, son el abogado que hace las últimas alegaciones ante los tribunales con la esperanza de que vean al condenado como una persona, como alguien humano, y le perdonen así la vida. En el caso del orientador eclesiástico de la penitenciaria de Luisiana, no es claro el hecho que esté en contra de la pena de muerte, ya que no aprueba que la protagonista se haga cargo del condenado en sus últimos días, así como tampoco está de acuerdo que ella sea su guía espiritual.
Estas son las personas que podríamos decir que tienen una mayor relevancia en la película a favor y en contra de la ejecución del reo; habrá otras que se desconocen, pero estas son las imprescindibles para entender un poco mejor la película.

## Datos de interés
Esta película optó a cuatro Oscar de los que ganó uno a la Mejor Actriz para Susan Sarandon Oso de Plata del Festival de Berlín al Mejor Actor para Sean Penn. Recibió también el premio del jurado ecuménico de este certamen alemán.
Algunas películas relacionadas con el tema, son por ejemplo: El Chacal de Nahueltoro, El verdugo, La milla verde, Quiero vivir, Cámara sellada, Silla eléctrica para ocho hombres, Queridísimos verdugos, A sangre fría, Condenada, Bailar con un extraño, Ejecución inminente y Cadena perpetua.
En Estados Unidos son varios los lugares en los que se sigue utilizando la pena capital para condenar algunos crímenes, pero es usada mayoritariamente en gente de raza negra, hispana, y gente con pocos recursos económicos. La silla eléctrica se ha suprimido, siendo ahora la forma más utilizada para este tipo de castigo, la inyección letal. Un dato estadístico es que en el siglo XXI, en la sociedad estadounidense aproximadamente un 70% de la población están de acuerdo con la pena de muerte. En el estado de Luisiana, donde se desarrolla esta película, se continúan ajusticiando a media docena de presos al año, con un dato curioso, el nuevo director de la penitenciaria estatal es un ferviente cristiano.

### Frases de personas conocidas
George W. Bush, expresidente de EE. UU.: "Siempre he creído que la pena de muerte puede evitar crímenes, puede disuadir a asesinos en potencia, puede salvar vidas"
Bill Clinton, expresidente de EE.UU.:" La mayoría del pueblo estadounidense apoya la pena de muerte como la apoyo yo".
Santiago López Valdivielso, director general de la Guardia Civil: "Si yo supiera que la pena de muerte o la cadena perpetua acabarían con el terrorismo, yo los apoyaría".
Susan Sarandon: "Los estadounidenses no saben nada, no salen de su país y están totalmente aislados del mundo. Por eso son tan arrogantes. [...] Ni siquiera saben que en la mayor parte del mundo se ha suprimido la pena de muerte ¿Cuándo enseñarán a los adolescentes que hay otras cosas además de McDonalds y de las megaproducciones de Hollywood?".
Bianca Jagger, consejera de Amnistía Internacional: "La pena de muerte tiene que ver con la venganza, no con la justicia".
El papa Juan Pablo II: "La pena de muerte es, además de cruel, innecesaria".
Emma Bonino, exeurodiputada italiana: "Culpables o inocentes, la condena les hace a todos iguales, ciega la vida a todos"
Joaquín José Martínez, español excondenado a muerte: "Doy muchísimo valor a la vida, sea quien sea. No creo que los delitos se tengan que castigar con la muerte".

## Banda sonora
La película tuvo un éxito en cuanto a las bandas sonoras, por lo que la discográfica Columbia Records, decide lanzar el álbum con el mismo nombre en 1995 y no tarda más que un año en ser reconocido mundialmente. Además, en 1996 la película obtiene una nominación en Óscar a la mejor canción original, canción principal de la película que se demuestra en el inicio, interpretado por Eddie Vedder.

## Premios y reconocimientos
Premios Oscar
| Año  | Categoría                         | Nomidado/a        | Resultado |
| ---- | --------------------------------- | ----------------- | --------- |
| 1996 | Óscar a la mejor actriz           | Susan Sarandon    | Ganadora  |
| 1996 | Óscar al mejor actor              | Sean Penn         | Nominado  |
| 1996 | Óscar al mejor director           | Tim Robbins       | Nominado  |
| 1996 | Óscar a la mejor canción original | Bruce Springsteen | Nominado  |

Premios Globo de oro
| Año  | Categoría               | Nominado/a       | Resultado |
| ---- | ----------------------- | ---------------- | --------- |
| 1996 | Mejor Película de Drama | Dead Man Walking | Nominada  |
| 1996 | Mejor actriz de Drama   | Susan Sarandon   | Nominada  |
| 1996 | Mejor director          | Tim Robbins      | Nominado  |

Festival Internacional de Cine de Berlín
| Año  | Categoría                                  | Nominado    | Resultado |
| ---- | ------------------------------------------ | ----------- | --------- |
| 1996 | Premio del jurado                          | Tim Robbins | Ganador   |
| 1996 | Premios de lectores de Berliner Morgenpost | Tim Robbins | Ganador   |
| 1996 | Mejor interpretación masculina             | Sean Penn   | Ganador   |
| 1996 | Oso de oro                                 | Tim Robbins | Nominado  |

Asociación de Críticos de Cine de Chicago
| Año  | Categoría   | Nominado  | Resultado |
| ---- | ----------- | --------- | --------- |
| 1996 | Mejor actor | Sean Penn | Nominado  |

MTV Movie Award
| Año  | Categoría                     | Nominada       | Resultado |
| ---- | ----------------------------- | -------------- | --------- |
| 1996 | Mejor interpretación femenina | Susan Sarandon | Nominada  |

Kansas City Film Critics Circle
| Año  | Categoría    | Nominada       | Resultado |
| ---- | ------------ | -------------- | --------- |
| 1996 | Mejor actriz | Susan Sarandon | Ganadora  |

Independent Spirit Award
| Año  | Categoría    | 'Nominado/a    | Resultado |
| ---- | ------------ | -------------- | --------- |
| 1996 | Mejor Actriz | Susan Sarandon | Nominada  |
| 1996 | Mejor actor  | Sean Penn      | Ganador   |

Premio David de Donatello
| Año  | Categoría               | Nominada       | Resultado |
| ---- | ----------------------- | -------------- | --------- |
| 1996 | Mejor actriz extranjera | Susan Sarandon | Ganadora  |

Premios del Sindicato de Actores
| Año  | Categoría    | Nominado/a     | Resultado |
| ---- | ------------ | -------------- | --------- |
| 1996 | Mejor Actriz | Susan Sarandon | Ganadora  |
| 1996 | Mejor actor  | Sean Penn      | Nominado  |

Premios Sant Jordi
| Año  | Categoría               | Nomido/a       | Resultado |
| ---- | ----------------------- | -------------- | --------- |
| 1996 | Mejor actriz extranjera | Susan Sarandon | Nominada  |
| 1996 | Mejor actor extranjero  | Sean Penn      | Nominado  |

Festival Internacional de Cine de Palm Springs
| Año  | Categoría      | Nominado    | Resultado |
| ---- | -------------- | ----------- | --------- |
| 1996 | Mejor director | Tim Robbins | Ganador   |

Nikkan Sports Film Award
| Año  | Categoría                 | Nominada         | Resultado |
| ---- | ------------------------- | ---------------- | --------- |
| 1996 | Mejor película extranjera | Dead Man Walking | Nominada  |

Premios Movieguide
| Año  | Categoría       | Nominado    | Resultado |
| ---- | --------------- | ----------- | --------- |
| 1996 | Premio epifanía | Tim Robbins | Nominado  |

Blockbuster Entertainment Award
| Año  | Categoría           | Nominada       | Resultado |
| ---- | ------------------- | -------------- | --------- |
| 1996 | Actriz protagonista | Susan Sarandon | Ganadora  |

Premios Chlotrudis
| Año  | Categoría      | Nominado/a       | Resultado |
| ---- | -------------- | ---------------- | --------- |
| 1996 | Mejor Película | Dead Man Walking | Ganadora  |
| 1996 | Mejor Actriz   | Susan Sarandon   | Ganadora  |
| 1996 | Mejor Actor    | Sean Penn        | Ganador   |

Humanitas Prize
| Año  | Categoría      | Nominado    | Resultado |
| ---- | -------------- | ----------- | --------- |
| 1996 | Mejor película | Tim Robbins | Ganador   |

## Otra versión
En 2002, Tim Robbins, quien adaptó el libro para la película, también escribió una versión teatral de Dead Man Walking (play). Luego se ha adoptado como una ópera del mismo nombre, que se estrenará en San Francisco.